# Uston
Uston (en francès Ustou) és un municipi francès del departament de l'Arieja i la regió d'Occitània.